# Козляковка
Козляковка — село в Кузнецком районе Пензенской области. Входит в состав Явлейского сельсовета.

## География
Село расположено в восточной части области на расстоянии примерно в 10 километрах по прямой к северо-востоку от районного центра Кузнецка.
Часовой пояс
Село Козляковка как и вся Пензенская область, находится в часовой зоне МСК (московское время). Смещение применяемого времени относительно UTC составляет +3:00.

## Население
| 1795  | 1859 | 1877 | 1897 | 1911  | 1926  | 1930  |
| ----- | ---- | ---- | ---- | ----- | ----- | ----- |
| 324   | ↗778 | ↗891 | ↗947 | ↗1086 | ↗1150 | ↗1288 |
| 1939  | 1959 | 1979 | 1989 | 1996  | 2002  | 2010  |
| ↘1003 | ↘403 | ↘165 | ↗174 | ↗178  | ↘167  | ↘140  |

Национальный состав
Согласно результатам переписи 2002 года, в национальной структуре населения русские составляли 89 % из 167 чел..